# Frankenbach (Stuttgart)
Die Ortschaft Frankenbach (auch Frankenhausen) ist eine historisch nicht völlig gesicherte mittelalterliche Wüstung im Bereich der heutigen Innenstadt von Stuttgart. Sie muss im 16. Jahrhundert bereits seit längerem untergangen gewesen sein und soll über eine Kirche verfügt haben.

## Hinweise auf den Ort Frankenbach
Der vergleichsweise konkreteste Hinweis auf die Siedlung Frankenbach stammt von dem Juristen und Kanzler Johann Feßler (1502/03 Tübingen – 1572 Stuttgart). Er berichtet über eine seit langem abgegangene Siedlung dieses Namens etwas nordöstlich der Leonhardskirche im Bereich des heutigen Charlottenplatzes, die über eine Kirche verfügt habe.

## Zur genauen Lokalisierung
Hartmut Schäfer, der zwischen 1998 und 2005 die Ausgrabungen in der Stuttgarter Stiftskirche und im Alten Schloss geleitet hatte, hat im Jahre 2012 darauf hingewiesen, dass eine frühe Siedlung an dieser Stelle archäologisch nicht nachgewiesen sei. Er hat stattdessen den Gedanken geäußert, den an dieser Stelle nicht fassbaren Ort „ein wenig nach Norden über den Nesenbach hinwegzuverschieben“. Frankenbach wäre damit der Name der seit dem 8. Jahrhundert archäologisch belegten Siedlung im Bereich von Stiftskirche und Altem Schloss gewesen, die wahrscheinlich mit der Gestütsgründung durch Herzog Liudolf von Schwaben Mitte des 10. Jahrhunderts den Namen Stuotgarten bekommen hat.